# Виорика (ансамбль)
Приднестро́вский госуда́рственный ансамбль танца и народной музыки «Виорика» — танцевально-музыкальный коллектив, основанный в Тирасполе в 1945 году.

## История
Ансамбль «Виорика» (молд. — название лесного цветка, скрипки, а также женское имя) был основан в 1945 году в Тирасполе (Молдавская ССР) как коллектив художественной самодеятельности. Несколько десятилетий ансамблем руководил заслуженный деятель искусств Молдавской ССР Борис Николаевич Решетников. Ансамбль неоднократно становился победителем различных республиканских и всесоюзных фестивалей и конкурсов среди самодеятельных художественных коллективов, выступал с концертами в республиках СССР и гастролировал за рубежом (география выступлений охватывает Кубу, Филиппины, Турцию, Грецию, Вьетнам, Италию, Германию и другие страны).

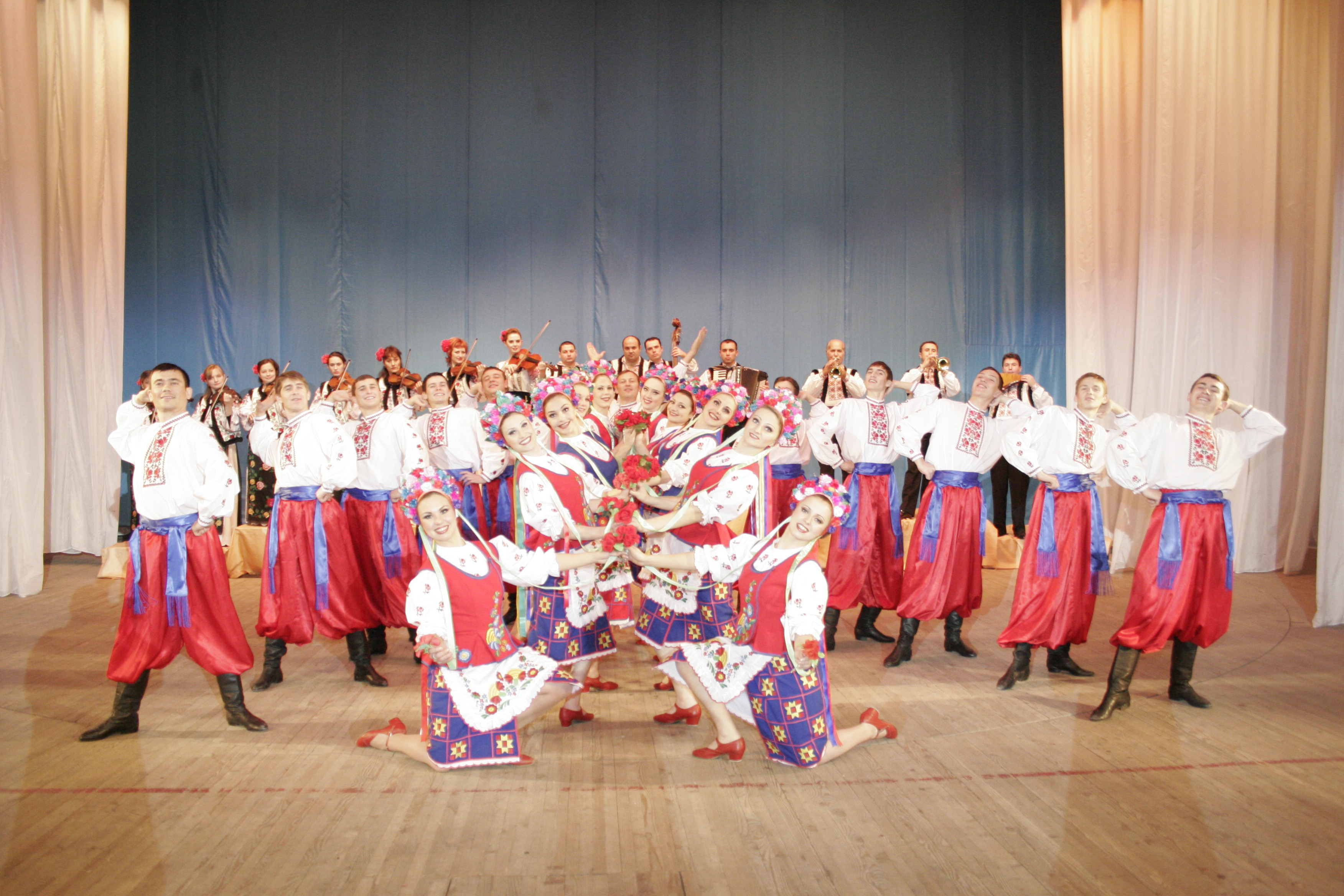
Украинский танец

В 1992 году танцевальный ансамбль «Виорика» получил статус профессионального коллектива. После ухода из жизни Бориса Решетникова художественным руководителем и балетмейстером стал его ученик Алексей Киртоакэ. В 1993 году «Виорике» было присвоено имя государственного ансамбля народной музыки и танца Приднестровской Молдавской Республики. С 2000 года «Виорика» входит в филармоническую структуру Государственного культурного центра «Дворец Республики».
С 2002 по октябрь 2020 года художественным руководителем и дирижёром ансамбля являлся народный артист Приднестровской Молдавской Республики Александр Ефимович  Галацан. На сегодняшний день художественным руководителем и главным балетмейстером ансамбля является народный артист Приднестровской Молдавской Республики Игорь Чобану. А пост главного дирижёра оркестра занимает заслуженная артистка Приднестровской Молдавской Республики Татьяна Рогут.
Летом 2016 года ансамбль принял участие в «Южном фестивале», который проходил во Франции, Швейцарии и Испании.
В августе 2023 года ансамбль побывал на гастролях в рамках международного фестиваля «FESTIVAL DE SUD». Творческий коллектив с концертами выступил в Швейцарии, Испании и Франции.

## Репертуар
В репертуар ансамбля входят фольклорные танцы разных народов: молдавские танцы «Хора сатулуй», «Рэзэшаска», «Зориле Нистрений», «Данс де кодру», гуцульский танец «Перетупы», болгарская, венгерская и цыганская танцевальные сюиты, хореографические постановки на русские и украинские темы, а также оркестровые обработки народных мелодий и народные песни, исполняемые вокалистами. Костюмы для артистов создаются по эскизам, передающим особенности национальной одежды.

## Артисты ансамбля
В течение 10 лет солисткой ансамбля являлась народная артистка Приднестровской Молдавской Республики Валентина Урсуляк.
В состав оркестра входят традиционные молдавские народные инструменты: скрипка, аккордеон, цимбалы, контрабас, труба, най, флуер, кавал, окарина. В числе музыкантов есть солисты, владеющие специфической манерой игры, свойственной молдавским лэутарам.

## Достижения и награды
- 1971 — «Диплом ВДНХ СССР»[13]

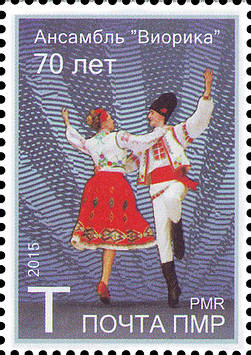
Почтовая марка ПМР — 70 лет ансамблю Виорика

- 1974 — «Диплом дружбы народов», Кишинёв[14]
- 1977 — «Виорика» занесена в Почетную книгу Молдавии как лучшая среди народных коллективов[13]
- 1983 — Диплом фестиваля искусств города Сантарен (Португалия)[13]
- 2001 — Приз зрительских симпатий фестиваля в Мартиге (Франция)[15]
- 2005 — Приз зрительских симпатий и 1 место в номинации «Хореографическая аранжировка народного танца» международного конкурса «Цветок солнца» (лит. Saulės žiedas), Шяуляй (Литва)[16], почётное звание заслуженного коллектива[14]
- март 2011 — Орден «Трудовая Слава»[17].
- 10 марта 2013 — художественный руководитель и дирижёр ансамбля Александр Галацан отмечен нагрудным знаком «За вклад в развитие международных связей»[18].
- 1 сентября 2015 года ансамбль был награждён Орденом Почёта (ПМР) за большой вклад в защиту, становление и развитие Приднестровской Молдавской Республики, активную общественную деятельность, добросовестный труд, высокий профессионализм и в связи с 25-й годовщиной со дня образования Приднестровской Молдавской Республики[19][20]

## В филателии
27 июня 2015 года состоялось специальное гашение почтовой марки ПМР, посвященной 70-летию ансамбля.